# Jurjew-Polski
Jurjew-Polski (russisch Юрьев-Польский) ist eine Stadt in Russland mit 19.595 Einwohnern (Stand 14. Oktober 2010). Sie liegt in der Oblast Wladimir, rund 68 km nordwestlich von der Gebietshauptstadt entfernt, am Fluss Kolokscha, einem Nebenfluss der Kljasma. Das 1152 gegründete Jurjew-Polski ist Teil des sogenannten Goldenen Rings.

## Geschichte

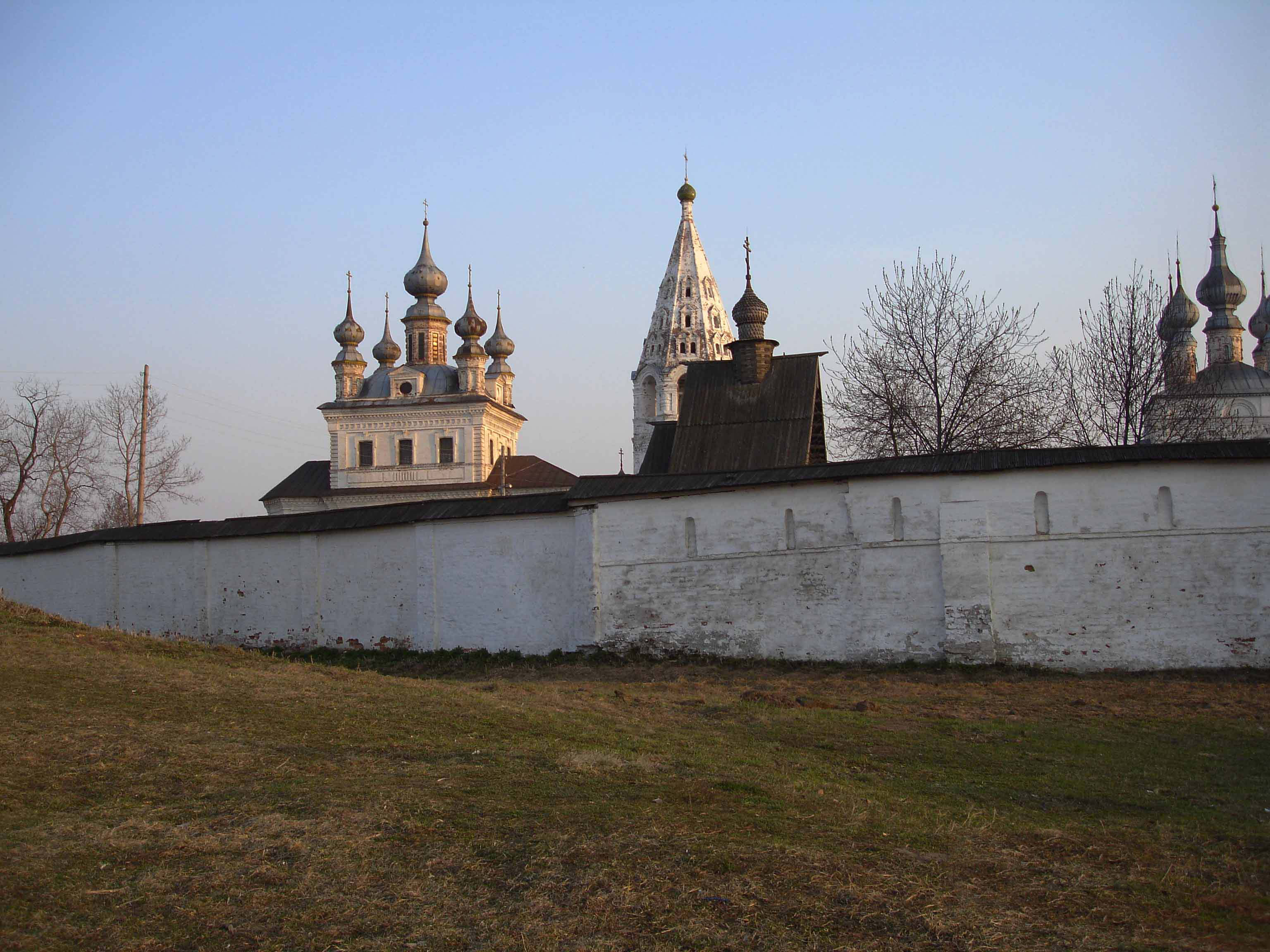
Der Kreml von Jurjew-Polski

Die Stadt wurde im Jahre 1152 vom Susdaler Fürsten Juri Dolgoruki gegründet, der fünf Jahre zuvor auch Moskau gründete. Der Name der Stadt, der ursprünglich Jurjew-Opolski lautete, lässt sich als „Juri-Stadt in Opolje“ übersetzen. Opolje (auch: Salessje) war damals die Bezeichnung für Gebiete im Nordosten der Rus und bedeutete Feldland. Der Zusatz diente dazu, die Stadt von dem damals ebenfalls Jurjew heißenden Tartu im heutigen Estland zu unterscheiden. Ähnlich wie Moskau schuf Juri mit Jurjew-Polski eine Festungsstadt, deren Kern ein Kreml bildete, eine für altrussische Städte typische Festung. Ebenfalls 1152 wurde hier die erste Kathedrale erbaut, die Sankt-Georgs-Kathedrale, die von 1230 bis 1234 neu errichtet und nach der Zerstörung in der ersten Hälfte des 15. Jahrhunderts 1471 in veränderter Form von Wassili Jermolin wieder aufgebaut wurde. Bis heute steht jedoch im Kreml von Jurjew-Polski ihr Nachbau aus dem 15. Jahrhundert. Im 13. Jahrhundert wurde die Stadt von den Tataren verwüstet, wovon sie sich jahrhundertelang nicht erholen konnte und ein ärmliches Dasein fristete. Erst gegen Beginn des 16. Jahrhunderts setzte mit der Wiedergründung des von den Tataren zerstörten Erzengel-Michael-Klosters allmählich ein Aufschwung ein. Im 17. und 18. Jahrhundert erhielt das Kloster weitere Kirchengebäude. Ab Ende des 17. Jahrhunderts erlangte Jurjew-Polski durch seine Lage an einem Handelsweg, der die Susdaler Gegend mit Moskau verband, eine gewisse Bedeutung, allerdings blieb es auch danach ein eher von der Landwirtschaft geprägtes Gebiet.

### Bevölkerungsentwicklung
| Jahr | Einwohner |
| ---- | --------- |
| 1897 | 5.759     |
| 1939 | 15.158    |
| 1959 | 16.801    |
| 1970 | 22.096    |
| 1979 | 21.091    |
| 1989 | 22.247    |
| 2002 | 19.906    |
| 2010 | 19.595    |

Anmerkung: Volkszählungsdaten

## Wirtschaft
Es gibt nur wenig Industrie in und um Jurjew-Polski. Zu den wenigen Betrieben zählen einige Lebensmittelhersteller und eine Textilfabrik. Seit dem späten 20. Jahrhundert gewinnt in Jurjew-Polski zunehmend auch der Fremdenverkehr an Bedeutung.

## Ausgewählte Sehenswürdigkeiten
- Kreml
- Sankt-Georgs-Kathedrale (1230–1234)
- Erzengel-Michael-Kloster (13. Jahrhundert)

## Städtepartnerschaften
- Hîncești, Moldawien

## Söhne und Töchter der Stadt
- Nikita Popow (1720–1782), Astronom
- Nikolai Fomin (1895–1987), Generaloberst
- Alexander Starzew (1919–1986), Diplomat[2]
- Kirill Kudrjaschow (* 1987), Biathlet